# Университет Куинс в Кингстоне

Флаг

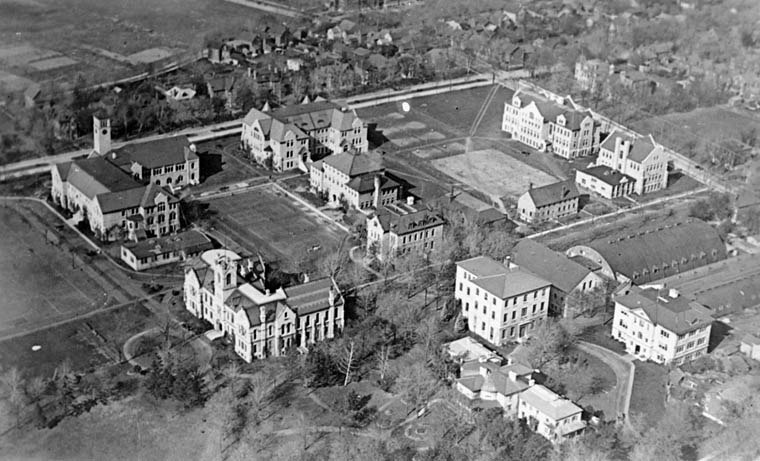
Университет Куинс

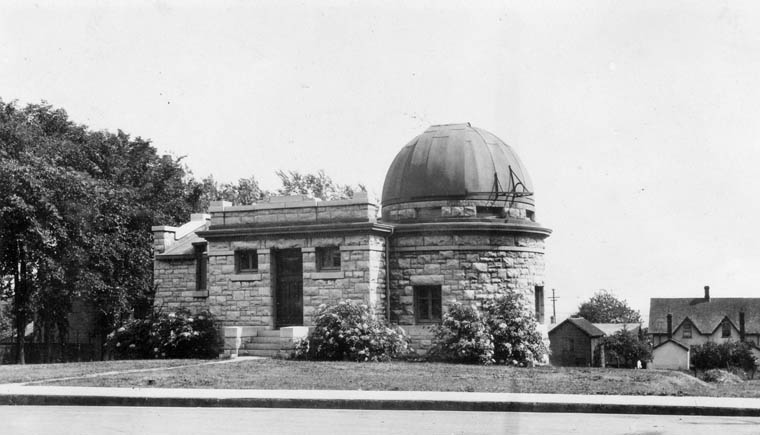
Обсерватория Университета Куинс

Университет Куинс (англ. Queen's University), официально Университет Куинс в Кингстоне (англ. Queen's University at Kingston), Королевский университет — канадский общественный исследовательский университет, расположенный в городе Кингстон в провинции Онтарио. Является одним из самых престижных университетов мира.
Основан 16 октября 1841 по королевской хартии, выданной королевой Викторией, университет предшествует основанию Канады на 26 лет. Университету принадлежат более 1400 га (3500 акров) земли по всему Онтарио и замок Херстмонсо в Восточном Суссексе в Англии. Университет Куинс предлагает обучение по 92 программам бакалавриата, 125 программам магистратуры и аспирантуры.
Церковь Шотландии учредила Королевский колледж в 1841 году на основании королевской хартии от королевы Виктории. Первые занятия, предназначенные для подготовки студентов для министерств, были проведены 7 марта 1842 в составе 13 студентов и двух профессоров. Королевский университет был первым университетом западной части приморских провинций, который признал право женщин на обучение, а также первым сформировал студенческое самоуправление. В 1883 году был создан женский колледж медицинского образования. В 1888 году университет начал предлагать курсы повышения квалификации, став первым Канадским университетом, который стал это предлагать. В 1912 году получил нынешнее юридическое название.
По всему миру проживают 23000 студентов и более 131000 выпускников. В числе известных выпускников состоят государственные чиновники, ученые, бизнесмены и 56 стипендиатов Родса. Университет занял 4-е место в Канаде в рейтинге вузов Maclean's в 2015 году, 187-е в рейтинге университетов мира QS в 2014 году, место от 251 до 275 в 2013—2014 году в мировом рейтинге лучших университетов и место от 201 до 300 в 2014 году в Академическом рейтинге университетов мира.
Почётная степень университета была присуждена американскому президенту Франклину Рузвельту. Её обладателем являются также английский Принц Чарльз и бывший премьер-министр Канады Жан Кретьен.